# Lavrenti Beria
Lavrenti Pávlovich Beria (en georgiano: ლავრენტი პავლეს ძე ბერია, Lavrenti Pavlesdze Beria; en ruso: Лаврентий Павлович Берия, Lavrenti Pávlovich Bériya; Merjeuli, ókrug de Sujumi, Imperio ruso, 19 de marzojul./ 31 de marzo de 1899greg. - Moscú, RSS de Rusia, Unión Soviética, 23 de diciembre de 1953) fue un arquitecto, estadista y político soviético, jefe de la policía y el servicio secreto (NKVD) desde 1938 hasta 1953.
Su gestión suele asociarse con los arrestos y ejecuciones masivos llevados a cabo durante la llamada Gran Purga. Sin embargo, asumió el mando de la NKVD en la etapa final de la purga, siendo su antecesor, Nikolái Yezhov, el verdadero impulsor de la misma. Beria alcanzó su apogeo durante la Segunda Guerra Mundial, hasta la muerte de Stalin; posteriormente fue juzgado y ejecutado, en circunstancias poco claras, a instancias de Nikita Jrushchov y sus seguidores, que lo veían como el principal obstáculo a la desestalinización. Suele ser descrito como el Himmler soviético.

## Familia y estudios
Lavrenti Beria nació el 31 de marzo de 1899 en Merjeuli, una aldea del ókrug de Sujumi, situado en la región georgiana de Abjasia, por entonces una de las zonas más atrasadas del Imperio ruso. Proveniente de una familia de campesinos pobres, Beria pertenecía al grupo étnico georgiano mingreliano y a la Iglesia ortodoxa georgiana, una rama independiente de la Iglesia ortodoxa. Los mingrelianos eran una minoría con un idioma relacionado con las lenguas kartvelianas que poblaba tanto las llanuras boscosas al sur de Abjasia como partes de esta y se dedicaba principalmente a la agricultura.
Su madre, Marta Ivanovna (1868-1955), era profundamente religiosa, de misa diaria; se había casado con otro hombre antes de contraer nupcias con el padre de Beria, Pavel Jujaevich Beria (1872-1922), un campesino abjasio. Este matrimonio tuvo tres hijos: Lavrenti, un hermano mayor que murió a los dos años de edad y una hija llamada Anna, que nació sorda en 1905.
Beria acudió a la escuela de Sujumi en 1907, con ocho años, de la cual egresó en 1915. En esa época falleció su padre. La familia tuvo que vender la mitad de sus tierras para poder costear los gastos de alojamiento y matrícula. En octubre de 1915, partió a Bakú a estudiar en una escuela técnica de construcción mecánica. Afirmaba, aunque no hay confirmación, que ya entonces ingresó en círculos marxistas de la ciudad.

## Primeras actividades políticas
En marzo de 1917 parece que se unió a los bolcheviques —probablemente una agrupación mixta de mencheviques y bolcheviques, como muchos de la época— mientras cursaba sus estudios superiores en el Instituto Politécnico de Bakú (hoy llamada Academia Estatal de Petróleo de Azerbaiyán), donde se destacó en las matemáticas y ciencias exactas. En julio servía en el servicio hidrológico del Ejército y en diciembre se lo envió brevemente al frente rumano. Licenciado por enfermedad, retomó sus estudios en Bakú. Finalmente los completó en mayo de 1919 y obtuvo el diploma de arquitecto constructor.

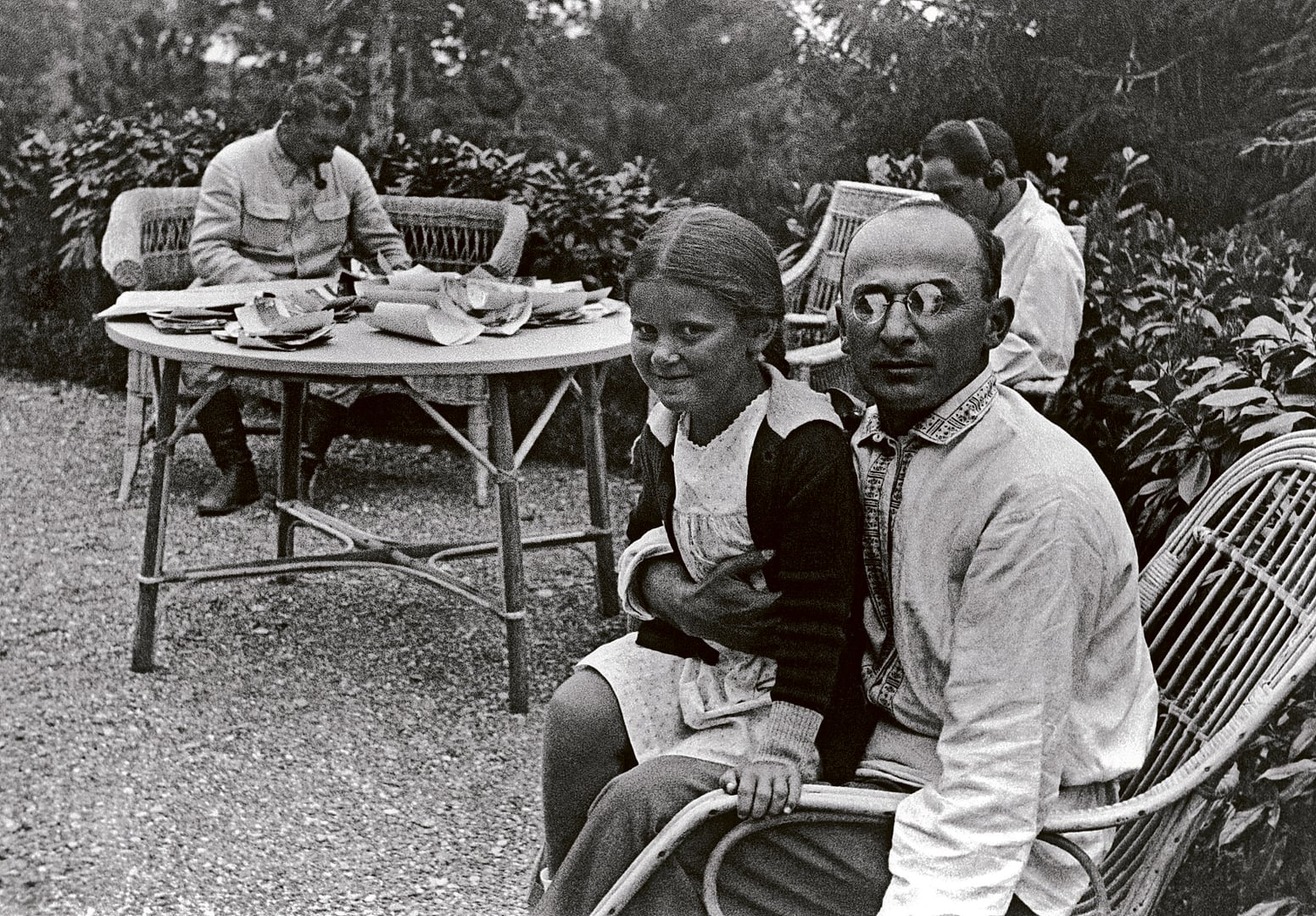
Beria en la finca de Stalin (sentado al fondo) serviciando como tutor de Svetlana Alliluyeva, la hija del secretario general (circa 1931).

Fue perseguido por sus afiliaciones políticas hasta la Revolución de Octubre de 1917, según consta en los archivos del Partido Comunista de Bakú. Sin embargo, algunas fuentes afirman que esos archivos fueron falsificados, y que en realidad Beria se afilió en 1919, también afirman que se unió al Ejército Rojo, pero luego desertó, aunque nunca ha habido pruebas concluyentes. Se sabe con seguridad que pertenecía al partido en marzo de 1919. Según los resultados de una comisión que en la década de 1920 revisó su afiliación al partido, sí que habría ingresado en 1917.
El propio Beria afirmó haber trabajado durante un par de meses para los servicios secretos del gobierno azerbaiyano del Musavat, que controlaban los británicos, hecho que sus enemigos políticos emplearon contra él más tarde. Entre octubre de 1918 y enero de 1919, trabajó en las oficinas de una fábrica. Según él, por entonces encabezaba una célula clandestina bolchevique. En marzo de 1920, un mes antes de que los bolcheviques se hiciesen con el poder en Bakú, comenzó a trabajar en las aduanas. En mayo lo envían en misión secreta a Tiflis, donde el Gobierno menchevique lo detiene en junio y lo encierra en la cárcel de Kutais. No participó en la huelga de hambre de sus correligionarios bolcheviques del mes de julio, si bien se hallaba mal de salud.

## En los servicios de seguridad caucásicos
Fue liberado por intercesión de Serguéi Kírov, plenipotenciario soviético en el Cáucaso en 1920. Volvió a Bakú y continuó estudiando en el instituto politécnico. En octubre se lo nombra jefe del servicio administrativo del comité central del Partido Comunista Azerbaiyano y secretario de una sección de la Checa de Bakú. Este doble nombramiento en el partido y en aparato policial marcó el comienzo de su carrera. En febrero de 1921 abandonó sus estudios cuando se lo ascendió a vicepresidente de la sección política de la Checa de Azerbaiyán, que dirigía Mir Jafar Baghirov, con quien estableció una estrecha relación.
En 1920 asume las funciones de agente secreto en la delegación soviética en Praga, donde aprende los idiomas checo, alemán y francés.
Tras la conquista soviética de Georgia en febrero de 1921, se le envió a Tiflis a organizar la nueva checa georgiana. Durante su estancia en la ciudad conoció a su esposa Nina Gueguechkori, de familia mísera, con la que se casa en abril. Pese a que se había planeado que marchase a Bélgica a continuar sus estudios sobre el petróleo, finalmente se lo devolvió a Azerbaiyán, como vicepresidente de la Checa, a las órdenes de Baghirov. A final de año, pasó a encargarse de la sección de operaciones secretas. A finales de abril de 1922 y a instancias de la comisión de revisión del Partido Comunista de la RSS de Azerbaiyán, la comisión central de control recomendó que se lo expulsase de la checa por «actos no comunistas» y se lo retirase de Azerbaiyán, pero permaneció en su puesto gracias a Stalin, al igual que Baghirov.
En octubre de 1922, se lo transfirió a Georgia, de nuevo en calidad de vicepresidente y encargado de las operaciones especiales. Se dedicó a eliminar a las bandas armadas, mezcla de campesinos alzados, opositores políticos y bandoleros, que recorrían la región, muy hostil a los comunistas. A comienzos de 1923, desarticuló el comité central de la Federación Revolucionaria Armenia y se incautó de las armas que escondía el partido, por lo que recibió encendidos elogios. El 24 de agosto de 1924, estalló una insurrección de Georgia que coincidió con revueltas en Guria que, pese a las simpatías del campesinado de la región, fue aplastada en tres días. Pese a que la checa conocía los planes de levantamiento y no lo había impedido, su desbaratamiento supuso un notable triunfo para Beria. Los cálculos sobre las víctimas de la represión varían considerablemente: oficialmente, hubo 44 muertos, si bien la GPU en septiembre indicó en un informe que se había detenido a 1465 personas y se había fusilado a unas 300; según un historiador exiliado, hubo 12 578 muertes.
Dos meses antes del alzamiento acaudillado por los mencheviques, en junio, nació el hijo de Beria, Sergó, al que dio este nombre en honor a Sergó Ordzhonikidze. El mes que estalló la rebelión se lo nombró jefe de la sección secreta de operaciones de la GPU en Transcaucasia.
En 1924 organizó la represión de una revuelta nacionalista en Tiflis, donde se afirma que cinco mil personas fueron ejecutadas. Beria fue un estrecho aliado de Iósif Stalin en su ascenso al poder en la Unión Soviética. Por su actuación en la represión de la revuelta, se convirtió en jefe de la «división política-secreta» de la GPU Transcaucásica y fue premiado con la Orden de la Bandera Roja.
En 1926, ante el crecimiento de la oposición nacionalista en la región, tuvo que someterse a un delegado de la comisión de central de control que Moscú envió. En diciembre de 1927, sin embargo, se lo ascendió a presidente de la GPU georgiana y a vicepresidente de la de Transcaucasia, lo que le permitió desde ese momento dominar las operaciones policiales en Armenia, Georgia y Transcaucasia. En noviembre de 1929, obtuvo la presidencia de la GPU transcaucásica. En marzo de ese año, había aplastado una revuelta religiosa en Ayaria, originada por las autoridades regionales que cerraron una madrasa e impusieron la supresión del chador el día de la mujer trabajadora, medidas a las que se había opuesto en vano. A finales de año, Ordzhonikidze logró que saliese indemne de la investigación en el Cáucaso que se saldó con el relevo de varios dirigentes, entre ellos Baghirov.
A continuación se dedicó a investigar la crisis de la industria petrolera de Bakú, debida a la escasez de personal especializado, el inadecuado mantenimiento de la maquinaria —en muchos casos antigua y de tiempos del imperio— y las míseras condiciones de vida de los obreros, pero que Beria atribuyó a los sabotajes. Poco después participó en la aplicación por la fuerza de la colectivización en el Cáucaso, que desencadenó la hambruna y una guerra civil larvada, de la que Beria culpó en parte a los troskistas. Llegó a acusar a Trotski de haber reunido a varios miles de soldados turcos, haberse unido a los nacionalistas armenios, y preparar la invasión de la Transcaucasia. En realidad, las bandas armadas a las que tuvo que enfrentarse las componían campesinos afectados por la colectivización y gente desesperada que atacaba a los representantes del partido y del Estado.

## Vuelta a la política

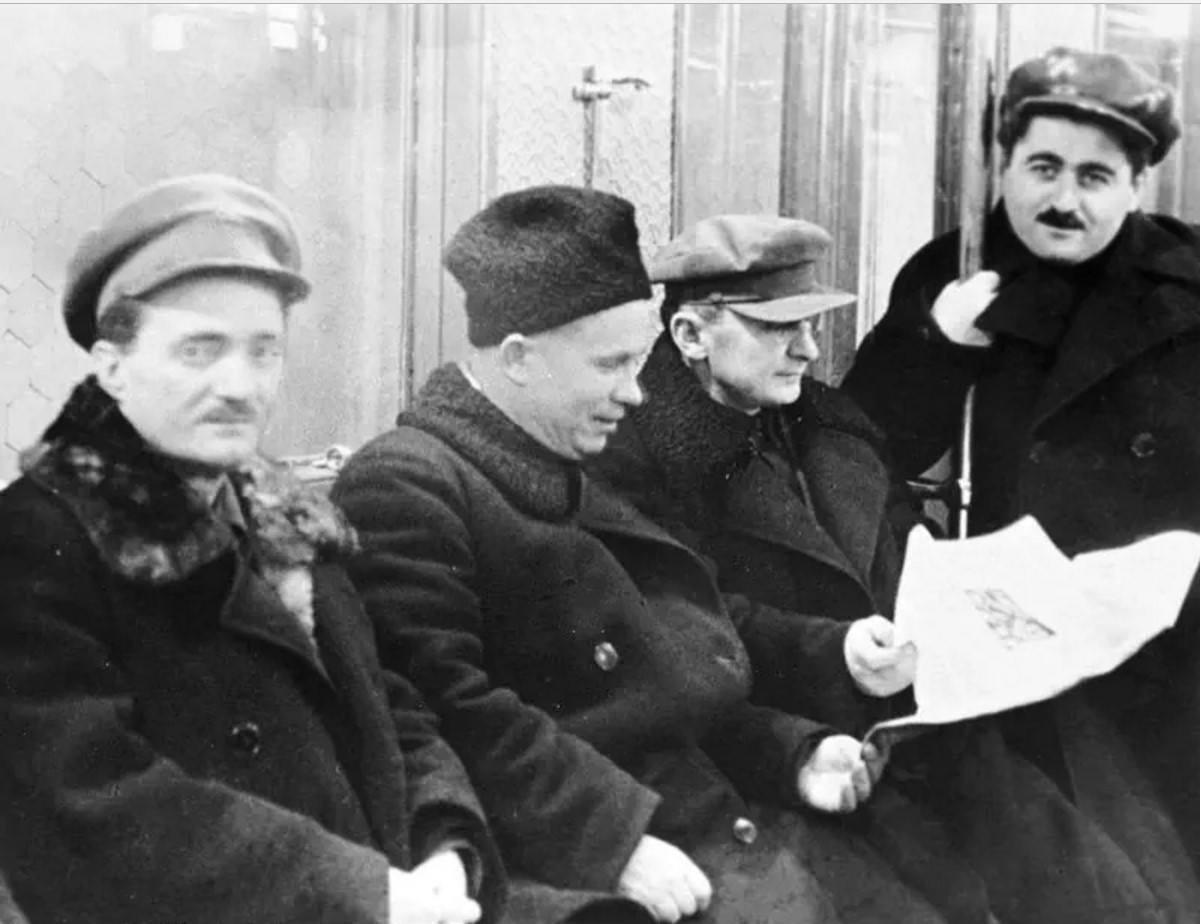
Lavrenti Beria, Nikita Jrushchov y el líder armenio Aghasi Khanchian en 1935.

Las riñas de las camarillas del partido en Georgia y Transcaucasia, debidas a rencillas personales y no a discrepancias ideológicas, le permitieron medrar en el partido. A finales de octubre de 1931 fue designado primer secretario del Partido en Georgia y vicesecretario de Transcaucasia, principalmente como intermediario entre las facciones. Este nombramiento supone su paso del aparato policial a la política. El 9 de octubre, tras viajar a Moscú en julio, logró deshacerse de su rival en la secretaría del partido en Transcaucasia y obtener su puesto.
Participó en el XVII Congreso del Partido Comunista de la Unión Soviética que se celebró a comienzos de 1934, en el que se limitó, como muchos otros delegados, a adular a Stalin. El congreso lo eligió miembro del Comité Central del Partido Comunista de la Unión Soviética, en esa época se mudó de Georgia, pero siguió ejerciendo control directo sobre la república hasta julio de 1953.
En diciembre de 1934, asistió a la fiesta de cumpleaños de Stalin y supo ganarse con base en la adulación la confianza de este, al año siguiente ya era uno de los más incondicionales colaboradores de Stalin y hombre de toda confianza del líder. En 1935 hizo rodear la mísera casa natal del dirigente soviético de una estructura palaciega neoclásica. Ese mismo año, encarga la redacción de una historia del bolchevismo en el Cáucaso que ensalzaba la figura de Stalin. En 1934, cuando Serguéi Kírov fue asesinado y comenzó la Gran Purga, Beria la llevó a cabo en Transcaucasia, usando la oportunidad para saldar cuentas con antiguos camaradas y opositores en Georgia. En junio de 1937 declaró en un discurso: 

Que nuestros enemigos sepan que cualquiera que levante la mano contra la voluntad del pueblo, y contra la voluntad del Partido de Lenin y Stalin, será aplastado y destruido sin misericordia.

## Beria y la NKVD
En noviembre de 1938, Beria a instancias de Stalin complotó y sustituyó a Nikolái Yezhov en la dirección del Comisariado del Pueblo para Asuntos Internos (NKVD, por sus siglas en ruso), la policía de la seguridad nacional.
Yezhov le había otorgado una macabra reputación al organismo, por la cantidad millonaria de personas perseguidas durante la Gran Purga. Beria fue seleccionado para acabar con la purga, no tanto por terminar con las atrocidades, sino por encauzar un proceso que estaba fuera de control. Yezhov fue ejecutado poco después. A continuación, Beria inició una purga en el NKVD, reemplazando a los miembros del mismo, con gente proveniente del Cáucaso. A pesar de que la opinión pública asoció a Beria con la Gran Purga, durante su dirección 100 000 personas fueron liberadas de los campos de concentración, y oficialmente fueron admitidas ciertas "injusticias" y "excesos", si bien toda la culpa fue arrojada a Yezhov. Por supuesto, si bien las purgas en el Partido y el Ejército disminuyeron, al acercarse la fecha del inminente estallido de la Gran Guerra Patria, las purgas en las poblaciones de Polonia y los Países bálticos se incrementaron abruptamente.
En marzo de 1939, Beria fue elegido candidato al Politburó, si bien no fue oficializado hasta 1946, gozó de todo el poder de los miembros oficiales. En 1941 fue designado Comisario General de la Seguridad Estatal, el rango más alto dentro de la policía soviética. 

### Masacre de Katyn
En el año 1940, presentó personalmente a Stalin un plan de exterminio de prisioneros de guerra, civiles e intelectuales polacos que una vez firmado derivó en la masacre en los bosques de Katyn. Aproximadamente 22 000 prisioneros polacos que fueron llevados a territorio soviético resultaron ejecutados con un disparo en la nuca y sepultados en fosas comunes. Su lugar de entierro es sitio de muchas ceremonias y recordatorios.

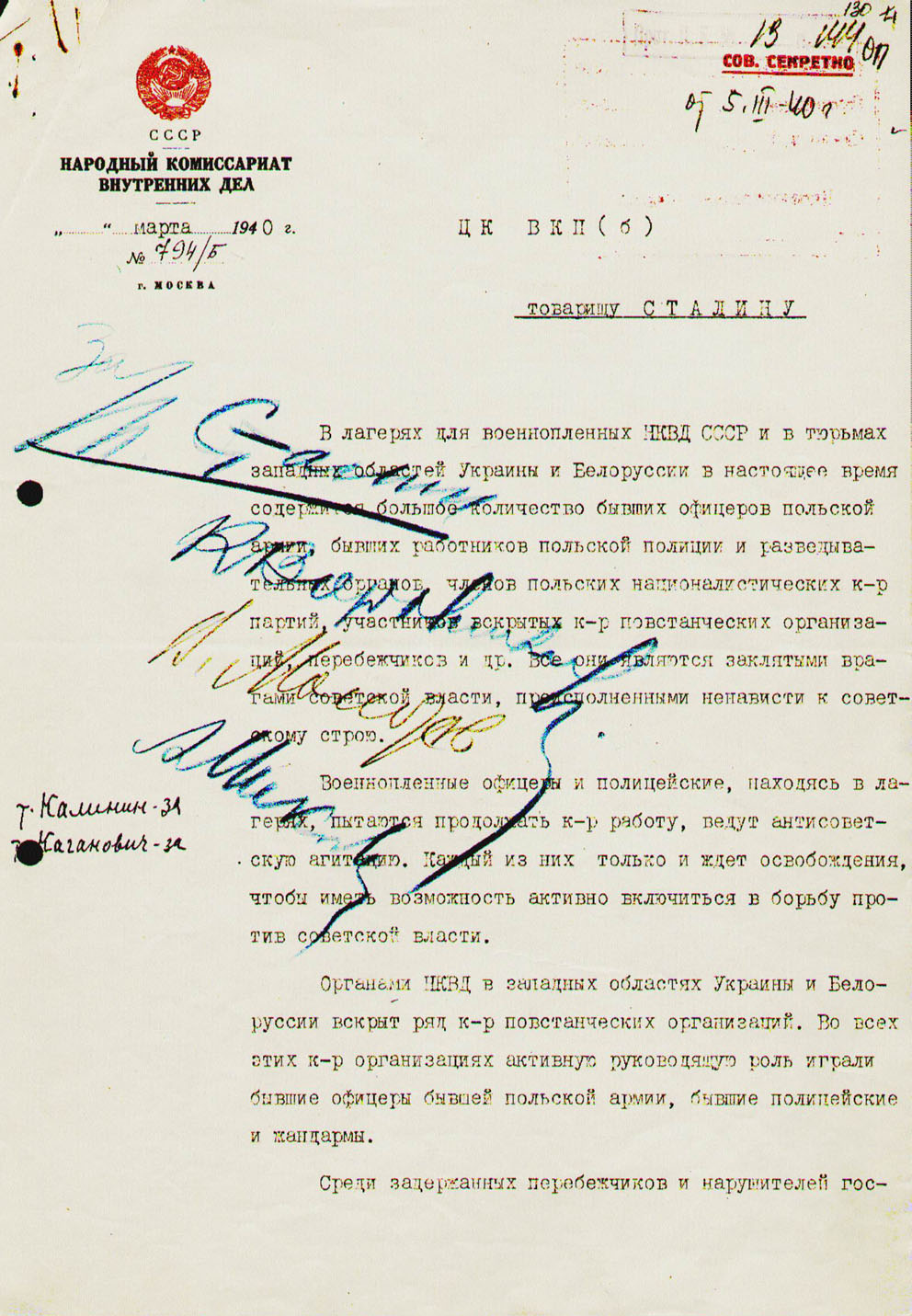
Primera página del plan de Beria (firmado por Stalin), para mandar a matar a aproximadamente oficiales polacos y unos intelectuales más en el bosque de Katyn y otros lugares de la Unión Soviética.

### Gestión en la Gran Guerra Patria
En junio la Alemania nazi invadió a la Unión Soviética, y Beria se convirtió en miembro del Comité de Defensa Estatal. Durante la Segunda Guerra Mundial, usó a millones de prisioneros de la NKVD como mano de obra para la producción bélica, luego tomó el control de la producción de los armamentos y, junto con Georgi Malenkov, de la producción de aviones y turbinas. En este periodo se le atribuyen a él (probablemente la responsabilidad sea compartida con Stalin en persona[cita requerida]) las políticas de represión de todos aquellos que dieran muestras de derrotismo o deserción.[cita requerida]
Tuvo gran éxito en la creación de una organización destinada a desenmascarar a espías y enemigos del URSS en territorio ocupado por la Alemania Nazi y a llevar a cabo el sabotaje de todo lo que pudiera ser útil a los ejércitos invasores. La inteligencia soviética, que Beria dirigía, puso en pie redes de espionaje que penetraron los aparatos estatales de los países del Eje, como la llamada Orquesta Roja en Alemania y Europa Occidental, la red de Richard Sorge en Japón y la red de Alexander Rado, con base en Suiza. Esas redes cumplirían algún papel en el triunfo del Ejército Rojo.
En 1944, mientras los alemanes se batían en retirada, Beria se encargó de investigar a las minorías étnicas que eran sospechosas de haber colaborado con los invasores. Esto motivó deportaciones masivas de las poblaciones de Chechenia, Ingushetia, Crimea y los alemanes del Volga hacia Asia Central. Si bien muchos regresaron al morir Stalin, para aquel momento la mayoría de esas personas hacía mucho que habían muerto en los campos de concentración soviéticos. Respecto a los alemanes del Volga, el posterior gobierno de Nikita Jrushchov declararía que las acusaciones habían sido totalmente infundadas.

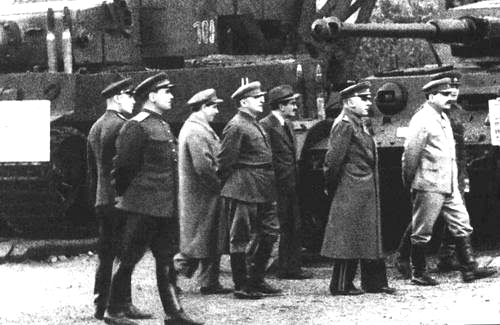
Beria, Mikoyan, Voroshilov y Stalin en una exhibición de trofeos de guerra alemanes en el Parque Gorki en Moscú, 1943.

En diciembre, Beria fue nombrado supervisor del proyecto soviético de la bomba atómica. Fue quizás su mayor éxito. Pudo, por medio de un agente de la KGB, contactar a Klaus Fuchs en el Proyecto Manhattan, y obtener así excelente información sobre el desarrollo del programa nuclear de los Estados Unidos, logrando que la Unión Soviética dispusiera de su propio programa para desarrollar su propia bomba atómica en 1949. 
En julio de 1945, por decreto del Presídium del Soviet Supremo, los rangos de la policía soviética fueron convertidos al sistema militar. De esta manera Beria se convirtió en Mariscal de la Unión Soviética con mérito especial. Esta decisión se justificó asegurando que la contribución a la guerra en materia de producción por parte de Beria, había sido indispensable. 
A los mariscales que nunca ejercieron una carrera militar profesional se los llamó «Mariscales Políticos»; solo hubo cuatro en la historia de la Unión Soviética: Leonid Brézhnev, Nikolái Bulganin, Beria y Stalin.
En 1946, la popularidad de Zhúkov entre las tropas del Ejército Rojo generó las sospechas del siempre receloso Stalin, agravadas por la extrema cortesía con la cual se vinculaba con el general estadounidense Dwight D. Eisenhower. Así, Stalin acusó a Zhúkov de usar sus logros de la guerra para su provecho, saqueando propiedades civiles alemanas y lo destinó a pequeñas jefaturas militares en Odesa y los montes Urales, de muy poca relevancia en comparación a su prestigio y alejándolo de Moscú. Stalin mantuvo sus sospechas hacia Zhúkov del mismo modo que tenía sospechas de cualquier individuo que alcanzara gran popularidad entre las masas soviéticas. El liderazgo de Zhúkov sobre oficiales y soldados del Ejército Rojo era sobresaliente en ese momento. Stalin usó como testaferro a Lavrenti Beria para que lo acusara de actuar como bonapartista, cayera en el descrédito y fuera relegado a segundo plano ganándose Beria de este modo un feroz enemigo.

## Después de la guerra
Con Stalin acercándose a los 70 años de edad, sus subordinados utilizaron los años de paz para reiniciar la lucha por la sucesión. Sin embargo, al finalizar la guerra parecía que Andréi Zhdánov, líder del partido en Leningrado durante la guerra, se convertiría en el sucesor de Stalin. En previsión a esto, Beria, que era rival de Zhdánov, había formado una alianza con Malenkov contra Zhdánov en 1946.[cita requerida]
En enero de ese mismo año, Beria abandonó la jefatura del NKVD, que luego se convirtió en el MVD. El sucesor de Beria, Serguéi Kruglov, no pertenecía al círculo de Beria. El verano de ese mismo año, Vsévolod Merkúlov, hombre de confianza de Beria, fue reemplazado por Víktor Abakúmov en la jefatura del MGB, antecesor de la KGB. Kruglov y Abakúmov procedieron entonces a cambiar a casi todo el personal de sus organismos que tuvieran una relación con Beria, de esta manera, en poco tiempo el ministro del MVD Stepán Mamúlov representaba el último bastión de la otrora extensa red de inteligencia de Beria. En los meses siguientes, Abakúmov llevó a cabo varias operaciones internas de importancia sin consultar a Beria, trabajando conjuntamente con Zhdánov, y a veces bajo órdenes directas de Stalin. Algunos historiadores concluyen que estas tempranas acciones contra los allegados de Beria revelan un plan en su contra que finalmente lo atacaría también.
Una de estas acciones fue la campaña en contra del Comité Judío Antifascista en 1946, en la que prominentes judíos fueron arrestados y donde el célebre director de teatro Solomón Mijoels murió en un extraño accidente de tráfico. Este fue un síntoma de la decadencia en el poder de Beria, ya que él había creado ese Comité en 1942. Además, muchos judíos arrestados pertenecían a su entorno.
En agosto de 1948 falleció Zhdánov, y Beria y Malenkov iniciaron una purga de los allegados a este, conocida como el «asunto de Leningrado», en el que muchos líderes del partido en Leningrado fueron acusados de crear una célula antisoviética. Entre las dos mil personas que fueron ejecutadas se encontraban Alekséi Kuznetsov, Nikolái Voznesenski, Piotr Popkov y el primer ministro de la RSFS de Rusia, Mijaíl Rodiónov, todos ellos colaboradores de Zhdánov. Sin embargo, inmediatamente se empezó a considerar a Nikita Jrushchov como una alternativa posible a la alianza de Beria y Malenkov.
Durante los años de la posguerra, Beria supervisó en su totalidad la implementación de las policías secretas en los países de Europa del Este, además de elegir a dedo a sus líderes,[cita requerida] de los cuales muchos eran judíos. Pero en 1948, Abakúmov inició una persecución contra esos líderes, que culminó con el arresto en noviembre de 1951 de Rudolf Slánský y otras figuras prominentes, que fueron acusadas de sionismo y cosmopolitanismo, usando a Checoslovaquia como trampolín para enviar armas al naciente estado de Israel. De esta manera, catorce líderes de Checoslovaquia, once de ellos judíos, fueron juzgados, sentenciados y ejecutados en Praga. Persecuciones similares se llevaron a cabo luego en Polonia y otros países de Europa del Este.
Finalmente, Abakúmov fue reemplazado, pero este intensificó la campaña antisemita. El 13 de enero de 1953, apareció un artículo en el diario Pravda que acusaba a varios doctores de intentar envenenar a varios líderes soviéticos, en lo que sería llamado el «complot de los médicos». Como consecuencia 37 doctores, 17 de ellos judíos fueron arrestados, mientras que la paranoia antisemita se extendió por todo el país.
Un día después de la muerte de Stalin, Beria puso fin a la investigación del «complot de los médicos», junto al reconocimiento de que las acusaciones habían sido inventadas, y el castigo a los funcionarios del MGB involucrados, incluyendo la destitución de Kruglov, antiguo director del MGB, del Comité Central.

## Después de la muerte de Stalin

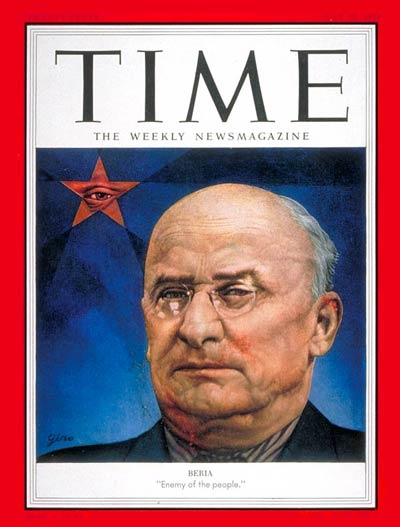
Publicación de la revista Time en julio de 1953 con la figura de Beria en su ocaso en la URSS post Stalin.

En los funerales de Stalin, Beria fue uno de los tres oradores. Habló luego de Malenkov y antes de Mólotov, lo que lo referenciaba como el segundo hombre fuerte de la URSS. Sin embargo, la actitud ambivalente de Beria frente a la muerte de Stalin levantó suspicacias soterradas, ya que para haber sido tan cercano a Stalin no parecía lo suficientemente conmovido como otros cercanos al difunto líder. 
Beria fue designado Adjunto o Suplente (Revista Spútnik 12/1988) del primer ministro[cita requerida] y reasignado a la jefatura del MVD, que se convirtió en la KGB. En aquel momento, su aliado Malenkov se convirtió en el primer ministro y, por ende, en el hombre más poderoso de la era post-Stalin. Beria le seguía, y debido a la falta de liderazgo mostrado por Malenkov, estaba en posición de gobernar a través de este último. Jrushchov se convirtió en Secretario del Partido, que no era un puesto tan importante como los que ocupaban Beria y Malenkov; pero este reposicionamiento de los ejes del poder le quitaron peso político a Beria.
Beria encabezaba entonces un movimiento de liberalización, que incluía la liberación de prisioneros políticos de los campos de trabajo. En abril de ese mismo año prohibió la tortura en las prisiones. Al mismo tiempo dictó una política más liberal hacia las minorías étnicas de la Unión Soviética, además persuadió al Presidium (antiguo Politburó) y al Consejo de Ministros de impulsar reformas económicas más liberales en Alemania Oriental.
En cuanto al estado soviético, Beria pretendía reducir al máximo la responsabilidad del Partido en la administración directa de la economía, promoviendo para esta cuadros técnicos y no políticos.
El deseo de Beria de liberalizar el régimen ha sido visto por algunos historiadores con suspicacia y considerado como una pantalla, ya que el mismo Beria fue responsable, en parte, de la más dura represión mientras Stalin estaba vivo. Uno de los principales obstáculos que Beria encontró fue su deseo de disminuir el excesivo control de la policía secreta en la política de su país, ya que esta policía era la misma fuente de su poder.

## Muerte de Beria

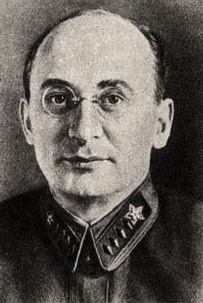
Lavrenti Pávlovich Beria

Nikita Jrushchov, deseoso desde el inicio de derrotar a Beria, no podía actuar contra este porque la alianza de Beria y Malenkov era demasiado fuerte. Sin embargo, en junio de 1953 estallaron protestas contra el régimen comunista en Berlín Oriental, que Jrushchov aprovechó para minar la confianza de los líderes soviéticos en Beria, asegurando que este deseaba la unificación de Alemania, así como que planeaba recibir ayuda de los Estados Unidos. Semanas después de haber sido reprimidas brutalmente las manifestaciones en Berlín oriental, Mólotov, Nikolái Bulganin y el mismo Malenkov quedaron convencidos de que las políticas liberales de Beria conducían el país a la desestabilización, y Malenkov decidió traicionarlo.
Los testimonios de la caída de Beria varían. Algunos aseguran que Jrushchov convocó al Presidium el 26 de junio, donde acusó a Beria de ser un espía británico. Completamente sorprendido, Beria preguntó: «¿Qué sucede, Nikita Sergéievich?» En ese momento, Mólotov y otros también acusaron a Beria, y Jrushchov propuso inmediatamente su dimisión. Malenkov llamó entonces al Mariscal Gueorgui Zhúkov, que entró con un grupo de oficiales armados.
Algunos historiadores afirman que Beria fue llevado primero a la prisión en Lefórtovo y luego al Cuartel General del General Kirill Moskalenko, Comandante de la Defensa Aérea de Moscú y compañero de armas de Jrushchov. Inicialmente, se mantuvo en secreto su arresto, con el fin de poder capturar a todos sus principales hombres; al mismo tiempo, las fuerzas de la NKVD en Moscú fueron desarmadas. El diario Pravda anunció el arresto de Beria el 10 de julio, dando el crédito a Malenkov y culpando a Beria de «actividades ilegales contra el Partido y el Estado». En diciembre se anunció que Beria y seis cómplices habían estado siendo pagados desde hacía años por agencias de inteligencia extranjeras, para conspirar en derrocar el gobierno comunista de la Unión Soviética e instaurar el capitalismo. Mientras estuvo encarcelado envió diariamente solicitudes de misericordia a Malenkov y a Jruschov, pero fueron ignoradas.
Beria fue juzgado en un «tribunal especial» sin defensa y sin derecho a apelación. Fue sentenciado a muerte y, según las posteriores declaraciones de Moskalenko, Beria rogó arrodillado por misericordia. Sin embargo, él y los otros seis acusados fueron ejecutados inmediatamente de un balazo en la cabeza el 23 de diciembre de 1953. El ejecutor fue el general Batitsky, quien descerrajó un tiro en la frente a Beria:

«Hoy, a las 19:50, sobre la base de la Prescripción de la Presencia Judicial Especial de la Corte Suprema de la URSS con fecha 23 de diciembre de 1953 bajo el número 003, por mí, el comandante de la Presencia Judicial Especial, Coronel General PF Batitsky, en presencia del Fiscal General de la URSS, Consejero de Justicia del Estado en funciones Rudenko R.A. y el general del ejército K. Moskalenko se ejecutó la sentencia de la Presencia Judicial Especial en relación con la persona condenada a pena capital - ejecución - Beria Lavrenti Pávlovich».

Otra versión es la del hijo de Beria, Sergó, según la cual la casa de este fue atacada el 26 de junio por unidades militares y fue asesinado en el lugar, y varios funcionarios le aseguraron que su padre no estaba presente en el «juicio». Además, un miembro del tribunal que supuestamente juzgó a Beria, Nikolái Shvérnik, dijo que nunca vio a Beria con vida. Baybakov, miembro del Comité Central, afirmó que Beria ya estaba muerto en el Pleno de julio de 1953, pero sus miembros no lo sabían aún, y que el mismo Jrushchov afirmó dos veces que había sido asesinado el 26 de junio de 1953, pero que luego cambió su versión.
Nina, la esposa de Beria, y su hijo fueron enviados a un campo de trabajo, pero lograron sobrevivir hasta su liberación. Ella murió exiliada en 1991 en Ucrania, mientras que Sergo murió en octubre de 2000, defendiendo la reputación de su padre hasta el final. Después de Beria, el MGB fue separado del MVD y fue degradada en nivel a la conocida KGB. Además, a ningún jefe de policía soviético se le permitió acumular tanto poder de nuevo.
En mayo de 2000, la Corte Suprema de la Federación de Rusia rehusó cambiar el veredicto de 1953 de Beria, que había sido solicitado por sus familiares vivos. En la ley rusa, los familiares de personas acusadas falsamente de crímenes políticos pueden solicitar su rehabilitación. Sin embargo, la Corte declaró que «siendo Beria uno de los organizadores de la represión contra su propio pueblo, no debe ser considerado una víctima». 
Sus supuestos actos de sadismo son el tema de todo un capítulo del libro Московская сага (Una saga moscovita) del escritor ruso Vasili Aksiónov – parte III (Prisión y paz), capítulo 3 (Un héroe solitario).

## Crímenes sexuales
Desde el juicio de Beria se ha confirmado que Beria fue un prolífico criminal sexual que abusó sexualmente y asesinó a varias mujeres durante décadas, aunque rumores de sus crímenes ya existían desde décadas antes. A pesar de que han sido demostradas, su viuda e hijo Sergó disputan estas acusaciones.
Parte de la evidencia que ayudó a corroborar los crímenes de Beria incluyeron el testimonio de sus dos guardaespaldas, los coroneles Rafael Semyonovich Sarkisov y Sardion Nikolaevich Nadaraia, quienes testificaron que durante la Segunda Guerra Mundial en Moscú durante las noches Beria acostumbraba manejar en su limusina y escogería a mujeres que entonces serían llevadas a su mansión y ofrecidas un banquete y vino, tras lo cual Beria las llevaría a su oficina (que había sido aislada acústicamente) y las violaría. Los guardaespaldas estarían encargados también de ofrecerle un ramo de flores a cada mujer al salir y las que se rehusaban eran arrestadas. Sarkisov mencionó un caso donde una mujer se resistió a los abusos de Beria y huyó de la oficina, tras lo cual Sarkisov le dio por error un ramo, lo que llevó a un furioso Beria a gritarle: «¡Ahora no será un ramo, ahora será una guirnalda mortuoria! ¡Que se pudra en tu tumba!». La mujer fue arrestada por la NKVD al día siguiente.
Sin embargo, varias mujeres se sometían a los abusos de Beria a cambio de favores como garantizar su libertad o la libertad de algún ser querido que estuviese detenido por el gobierno soviético. Uno de estos casos incluyó a la famosa actriz soviética Tatiana Okunevskaya, quien Beria llevó a su residencia con el pretexto de ejecutar un número para el Politburo, pero en lugar de esto Beria la llevó a su dacha, donde le prometió que liberaría a su padre y abuela de prisión si se sometía a su abuso sexual y tras esto la violó mientras le decía que «grites o no, no importa». Sin embargo, Beria ya sabía que los familiares de Okunevskaya ya habían sido ejecutados meses antes y solo mentía; tras esto, Okunevskaya fue arrestada y enviada a un confinamiento solitario en el gulag, aunque sobrevivió y fue posteriormente liberada en 1954 bajo el régimen de Kruschev.
Pero muchos otros funcionarios soviéticos sabían de los crímenes de Beria. Stalin, por ejemplo, una vez se enteró de que su hija Svetlana se encontraba a solas con Beria en su mansión y le habló por teléfono para decirle que saliera de ahí inmediatamente. Por su parte, Beria una vez elogió la belleza de la hija de Alexander Poskrebyshev, tras lo cual Poskrebyshev apartó a su hija y le advirtió de que jamás aceptara si Beria le ofrecía llevarla a casa. Adicionalmente, Beria una vez mostró interés en la nuera del mariscal Kliment Voroshilov durante una fiesta en su dacha, tras lo cual la limusina de Beria siguió el automóvil de Voroshilov durante todo el trayecto a su casa, causando terror en la esposa de Voroshilov. Además, Edward Ellis Smith, un empleado estadounidense de la embajada de Estados Unidos en Rusia ubicada en Moscú, testificaría que los crímenes de Beria eran ampliamente conocidos por todos los empleados de la embajada, porque la casa de Beria se encontraba en la misma calle que la residencia de los diplomáticos estadounidenses y comúnmente veían a mujeres y niñas llevadas a altas horas de la noche a la casa de Beria en su limusina.
Beria también ordenó a Sarkisov mantener una lista con los nombres completos y números telefónicos de las mujeres a quienes había violado. Finalmente le ordenó a Sarkisov destruir la lista pero este guardó una copia en secreto. Cuando Beria empezó a caer de gracia con Stalin, Sarkisov le envió la lista a Viktor Abakumov, antiguo encargado del SMERSH durante la guerra y posteriormente encargado del MGB. Stalin se mostró encantado con el descubrimiento de la lista y le dijo a Abakumov: «¡Mándame todo lo que este estúpido escriba!». Sarkisov también reveló que Beria había contraído sífilis durante la guerra, tras lo cual recibió tratamiento médico en secreto, algo que el mismo Beria admitió cuando fue interrogado para su juicio.
El gobierno ruso aceptaría la existencia de la lista de víctimas de Beria, la cual era virtualmente idéntica a la lista de mujeres con quienes Nikolai Vlasik tuvo relaciones; esta lista no fue hecha pública para proteger la privacidad de muchas de las víctimas y sus familiares, y solo será publicada en 2028.
También existe amplia evidencia de que Beria asesinó a varias de sus víctimas sexuales: en 1993, trabajadores de construcción instalaban nuevo alumbrado público cuando desenterraron huesos humanos cerca de la dacha de Beria en Moscú; los obreros encontraron cráneos, huesos pélvicos y huesos de piernas. Posteriormente, en 1998, los esqueletos de cinco mujeres jóvenes fueron descubiertos cuando obreros de construcción instalaban nuevas tuberías en la misma dacha que ahora alberga a la embajada de Túnez en Rusia. Cada una de esas víctimas fue ejecutada de un disparo en la base del cráneo y fue enterrada desnuda; los forenses determinaron que habrían sido enterradas en el verano de 1949. Más aún, en 2011, obreros que cavaban una zanja en el centro de Moscú encontraron una fosa común cerca de la misma residencia, conteniendo una pila de huesos humanos, incluyendo los de dos niños, y que habían sido recubiertos con cal o cloro.
Beria también solía enterrar los cuerpos de sus víctimas bajo las rosas que su esposa plantó en su jardín, y también mantenía una cámara de torturas en el sótano de su casa en Moscú que estaba conectada por túneles subterráneos a las fosas comunes encontradas en los alrededores, esto de acuerdo con Vladimir Zharov, encargado del departamento de medicina forense de la Escuela de Medicina y Odontología de la Universidad Estatal de Moscú y encargado de la agencia de ciencia forense criminalística.